# Hypena opistholeuca
Hypena opistholeuca är en fjärilsart som beskrevs av Louis Beethoven Prout 1932. Hypena opistholeuca ingår i släktet Hypena och familjen nattflyn. Inga underarter finns listade i Catalogue of Life.